# Medalha de Ouro do IStructE
A Medalha do Ouro do IStructE (em inglês:  Gold Medal of the Institution of Structural Engineers) é o mais prestigioso prêmio da Institution of Structural Engineers (IStructE), concedida àquele que contribuiu significativamente para o avanço da engenharia estrutural.

## Laureados
- 1922: Henry Adams[1]
- 1953: John Fleetwood Baker[1]
- 1957: Eugène Freyssinet[1]
- 1958: Hardy Cross[1]
- 1960: Félix Candela[1]
- 1962: William Glanville[1]
- 1964: John Guthrie Brown[1]
- 1967: Pier Luigi Nervi[1]
- 1968: Alfred Pugsley[1]
- 1971: Knud Johansen[1]
- 1972: Yves Guyon[1]
- 1973: Ove Arup[1]
- 1973: Henry Husband[1]
- 1975: Fritz Leonhardt[1]
- 1977: Oleg Kerensky[1]
- 1979: Nathan M. Newmark[1]
- 1980: Riccardo Morandi[1]
- 1981: Alec Skempton[1]
- 1984: Alan Harris[1]
- 1985: Frank Newby[1]
- 1986: Michael Horne[1]
- 1987: Alan Garnett Davenport[1]
- 1988: Anthony Flint[1]
- 1988: Gerhard Jack Zunz[1]
- 1990: Jörg Schlaich[1]
- 1991: Edmund Happold[1]
- 1991: Olgierd Zienkiewicz[1]
- 1992: Santiago Calatrava[1]
- 1994: Anthony Hunt[1]
- 1996: Michel Virlogeux[1]
- 1997: John Burland[1]
- 1997: Michael Burdekin[1]
- 1999: William Ian Liddell[1]
- 2000: Duncan Michael[1]
- 2001: Cheng Hon Kwan[1]
- 2003: Sam Thorburn[1]
- 2004: Leslie Earl Robertson[1]
- 2005: John Roberts[1]
- 2006: Roger Johnson[1]
- 2007: Joseph Locke[1]
- 2008: Mike Glover[1]
- 2009: David Nethercot[2]
- 2010: William Frazier Baker[2]
- 2011: Allan Mann[2]
- 2012: Paul Westbury e Chris Wise[2]
- 2013: Man-Chung Tang[2]
- 2014: Tristram Carfrae[2]
- 2015: Mike Schlaich
- 2016: Robert Halvorson
- 2017: Jo da Silva
- 2018: Ding Jiemin